# Tào (họ)
Tào (chữ Hán: 曹, Bính âm: Cao) là một họ của người Trung Quốc, Việt Nam và Triều Tiên (Hangul: 조, Romaja quốc ngữ: Jo).
Tại Trung Quốc họ này đứng thứ 26 trong danh sách Bách gia tính.